# Linha 2 do Metropolitano de São Paulo
A Linha 2–Verde do Metrô de São Paulo é constituída pelo trecho compreendido entre as estações Vila Madalena e Vila Prudente. Ela é também chamada de Linha da Paulista por percorrer a Avenida Paulista, um dos principais centros financeiros de São Paulo.

## História

### Projeto HMD
Criado em 1966 pelo prefeito Faria Lima, o Grupo Executivo do Metropolitano (GEM) iniciou o projeto de implantação do metrô em São Paulo. O GEM realizou uma concorrência internacional com dez empresas para a elaboração do projeto do metrô. A proposta vencedora foi apresentada pelo consórcio alemão-brasileiro HMD, formado pelas empresas alemãs Hochtief e DeConsult e pela brasileira Montreal (que tinha entre seus acionistas o brigadeiro Eduardo Gomes).
O consórcio HMD apresentou o projeto de uma rede de 66 quilômetros composta por quatro linhas:
- Azul ou Norte—Sul (Jabaquara—Santana e Ramal Moema)
- Vermelha ou Leste—Oeste (Casa Verde—Vila Maria)
- Verde ou Ramal Paulista (Vila Madalena—Paraíso)
- Amarela ou Sudoeste–Sudeste (Pinheiros—Via Anchieta, com ramal para Vila Bertioga).

Enquanto o projeto da Linha Norte—Sul (Azul) foi escolhido para sair do papel e teve suas obras iniciadas no final de 1968, a segunda linha escolhida inicialmente para sair do papel foi a do Ramal Paulista (Verde).
| Linha Paulista         | Linha Paulista | Linha Paulista | Linha Paulista |
| Trecho                 | Extensão       | Estações       |                |
| ---------------------- | -------------- | -------------- | -------------- |
| Vila Madalena–Ana Rosa | 8,1 km         | 10             |                |

O então prefeito José Carlos de Figueiredo Ferraz escolheu iniciar as obras do Ramal Paulista para realizá-las em conjunto com as obras de enterramento da Avenida Paulista. A construção dos projetos de forma concomitante permitiria que o custo das obras da Linha Paulista custasse 61 milhões de cruzeiros por quilômetro enquanto a Linha Norte—Sul custava 143 milhões de cruzeiros por quilômetro. O projeto previa a construção de uma linha de 4.5 quilômetros de extensão ligando a estação Araçá ao Paraíso.  A previsão de inauguração era para meados de 1975. A construção da Nova Paulista despertou oposição dos deputados estaduais da Arena Caio Pompeu de Toledo e Wadih Helu.
| Linha Paulista-Trecho Prioritário | Linha Paulista-Trecho Prioritário | Linha Paulista-Trecho Prioritário | Linha Paulista-Trecho Prioritário |
| Trecho                            | Extensão                          | Estações                          | Tempo estimado de obras           |
| --------------------------------- | --------------------------------- | --------------------------------- | --------------------------------- |
| Ana Rosa–Araçá                    | 4,5 km                            | 8                                 | 2 anos                            |

As obras da Linha Paulista foram iniciadas na estação Ana Rosa em 6 de agosto de 1973. Com o início das obras, um grupo de moradores e proprietários da Avenida Paulista tentou alterar o projeto do metrô. Sem sucesso, apelaram ao presidente Médici para que demitisse o prefeito Ferraz. Em 21 de agosto de 1973 o governador de São Paulo Laudo Natel demitiu o prefeito Figueiredo Ferraz.
Considerado por parte da imprensa, pela Sociedade de Amigos da Cidade  e pelo novo prefeito nomeado Miguel Colasuonno um projeto faraônico, inútil e oneroso, o projeto Nova Paulista foi abandonado no final de 1973. Como consequência, as obras da Linha Paulista em Ana Rosa foram abandonadas e a Companhia do Metropolitano resolveu iniciar as obras da Linha Leste—Oeste em 1976.

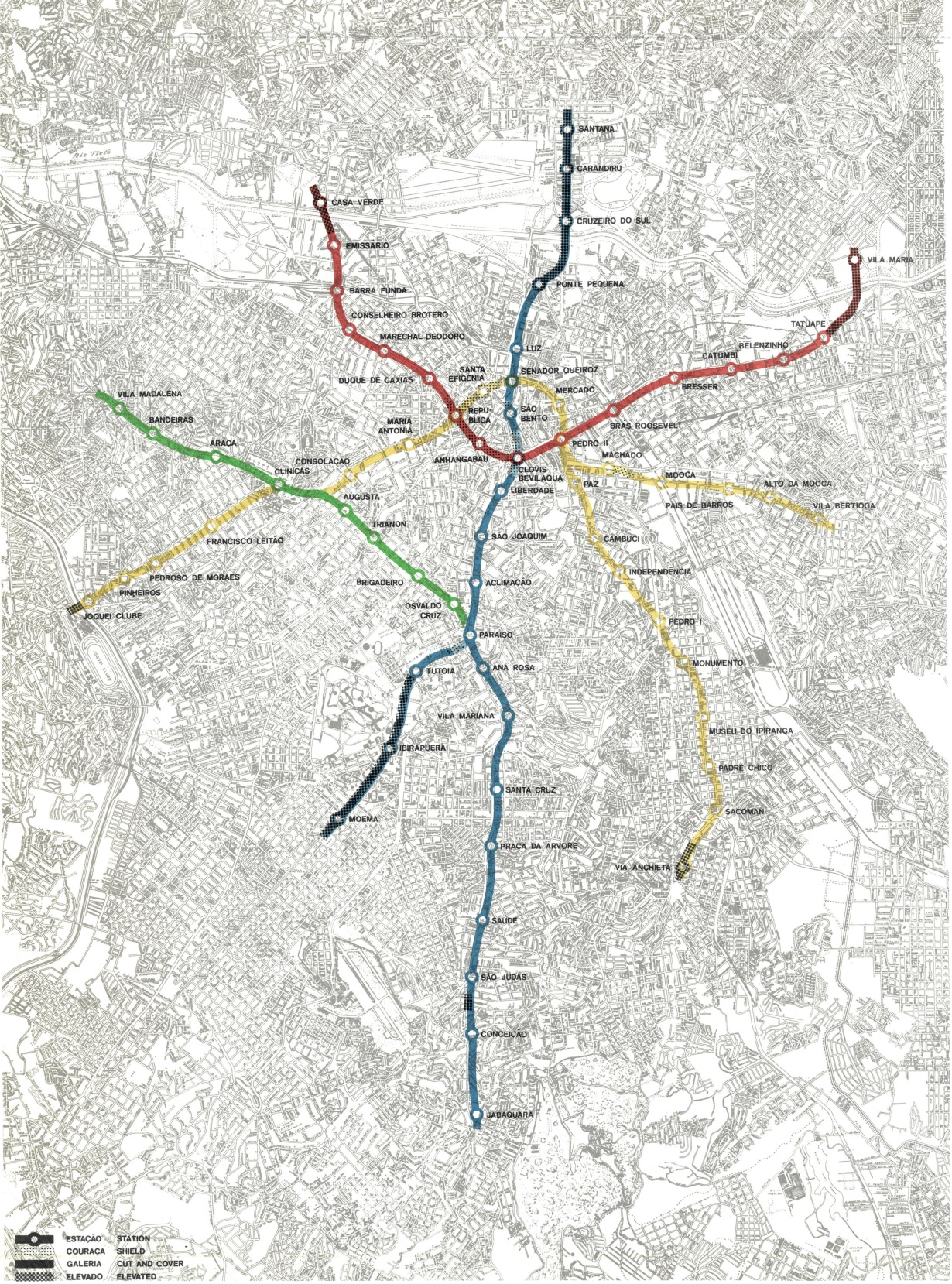
Projeto do Metrô proposto pelo consórcio HMD, 1968. Entre as linhas propostas, destaca-se a Verde (Paulista)
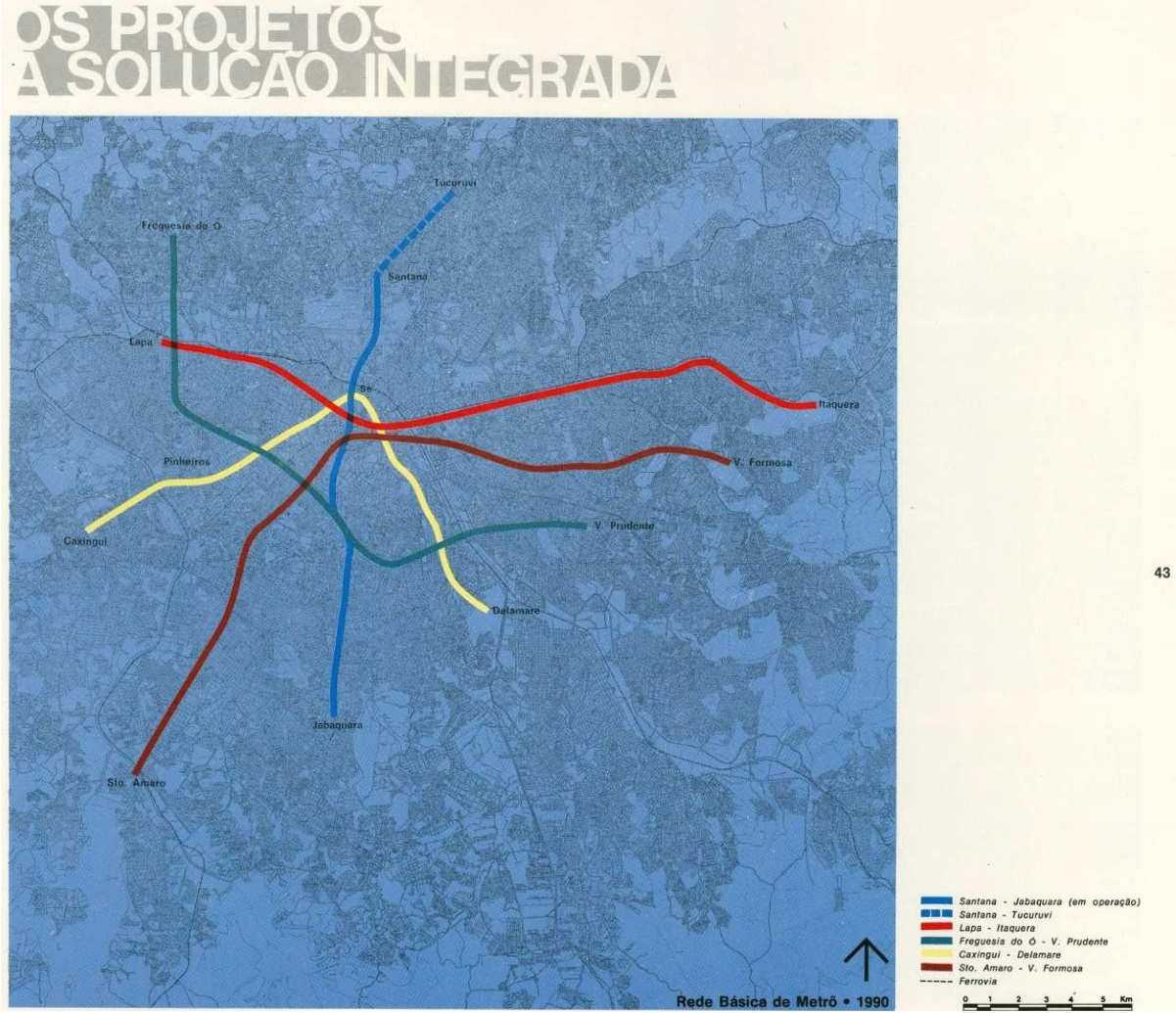
Primeira revisão do Projeto do Metrô, 1975. A Linha Paulista foi ampliada e passou a se estudar o trajeto Freguesia do Ó - Oratório

### EMTU-SP
No fim de 1978 correram boatos na imprensa sobre a retomada do projeto. Durante as comemorações do aniversário de dez anos do início das obras do metrô, o prefeito Olavo Setúbal descartou a construção da Linha Paulista por falta de recursos, preferindo priorizar a construção da Linha Leste—Oeste.
| “ | ...Não, na minha gestão. Em absoluto. As reuniões do Codevim analisaram a possibilidade do metrô na Avenida Paulista para decidir o sistema viário Brasil-Sumaré e uma consequente ligação com a região do Pirajussara. Daí houve notícias nos jornais de que nós estaríamos cogitando construir o Metrô na Paulista...isso é problema para daqui cinco anos ou até mais... | ” |
| — Olavo Setúbal, prefeito de São Paulo em declarações ao Diário da Noite (SP) em 14 de dezembro de 1978 | |   |

Em 1979 o Metrô de São Paulo passou a ter seu controle acionário do governo do estado de São Paulo. Ainda naquele ano o prefeito Reinaldo de Barros sugeriu a retomada do projeto da Linha Paulista.
| “ | ...Se o Governo do Estado tiver recursos para construir a Linha Paulista acho uma obra importantíssima, que deveria inclusive prosseguir até o Rio Pinheiros... | ” |
| — Reinaldo de Barros, prefeito de São Paulo em declarações ao Diário da Noite (SP) em 10 de outubro de 1979 | |   |

O governo do estado de São Paulo designou a Empresa Metropolitana de Transportes Urbanos de São Paulo (EMTU) para elaborar um novo projeto para a Linha Paulista.  Os projetos foram apresentados em fevereiro de 1980. Apesar do desenvolvimento do projeto, o governo federal informou a São Paulo que não haveria mais investimento em novas linhas. Sem recursos federais, até mesmo as obras da Linha Leste-Oeste estavam ameaçadas de paralisação. Após uma negociação entre o governo federal e o de São Paulo, foi anunciado um investimento de 3 bilhões de cruzeiros para a Linha Leste-Oeste. Quanto ao projeto da Linha Paulista, o Ministro dos Transportes Eliseu Resende informou em maio de 1980 que não havia previsão de investimento nessa linha antes de 1982. Em 1982 o governador Paulo Maluf publicou decreto de desapropriação das áreas necessárias para a construção da Linha Paulista. Ainda assim as obras do trecho leste da Linha Leste-Oeste estavam atrasadas, apesar do repasse de 1, bilhão de cruzeiros para esse projeto.
Na gestão seguinte, de Franco Montoro, o governo federal cortou investimentos. Com isso, as obras da Linha Leste-Oeste atrasaram enquanto o projeto da Linha Paulista foi engavetado. A Companhia do Metropolitano estava com uma dívida de quatro bilhões de cruzeiros, inviabilizando qualquer projeto de expansão.

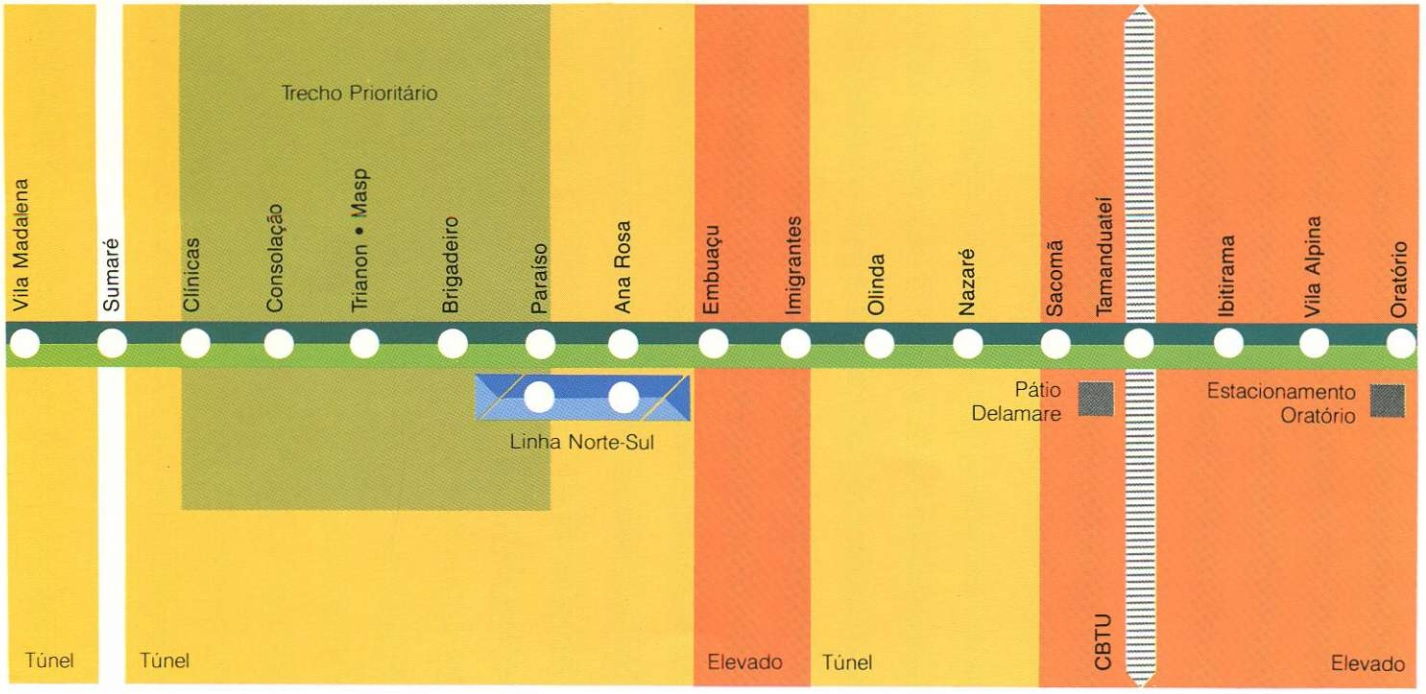
Projeto da Linha Paulista elaborado pela EMTU-SP em 1980, reapresentado no Relatório da Administração da Companhia do Metropolitano de São Paulo para 1989

### Obras e inauguração

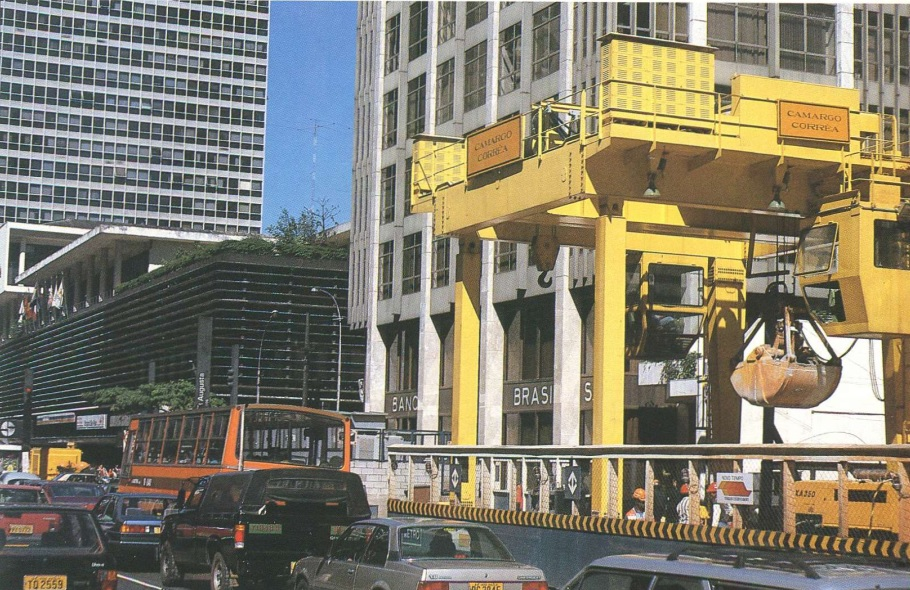
Obras da estação Consolação, 1989

O governador Orestes Quércia iniciou as obras em 30 de novembro de 1987 com um grande comício. Apesar de negar ser candidato a presidente nas próximas eleições, a abertura das obras da Linha Paulista foi considerada um balão de ensaio para a promoção da futura candidatura (que acabou não ocorrendo).
A falta de recursos do metrô fez com que, em seis meses de obras, apenas a montagem de canteiros fosse realizada. O governo federal proibiu estados e municípios de contrair empréstimos em bancos de fomento nacionais e estrangeiros como forma de forçar uma renegociação e pagamento de dívidas. Essa medida atingiu em cheio o Metrô de São Paulo. Naquele momento a empresa havia lançado as obras:
- Extensão Norte -Linha Norte –Sul – 3,5 km – 3 estações – US$ 250 milhões
- Extensão Leste – Linha Leste-Oeste – 5,5 km – 4 estações – US$ 200 milhões
- Linha Paulista – Linha Vila Madalena-Vila Prudente – 13 estações – US$ 1,4 bilhão

Naquele momento Quércia negociou um acordo com o presidente Sarney que em troca do abatimento da dívida pública paulista pela União, o governo paulista promoveria um corte de gastos de 25%.
Apesar de ser a mais cara, o acordo permitiu que a obra da Linha Paulista fosse mantida enquanto as extensões Leste e Norte acabaram paralisadas. Entre 1988 e 1990 quase a totalidade dos operários das obras da Extensão Leste foi transferida para as obras da Linha Paulista.
Parte do primeiro trecho (localizado sob a Avenida Paulista) foi construído por meio do método NATM, o que exigiu adaptações, por causa da complexidade de diversos trechos que corta. Uma delas foi em dois prédios na esquina das ruas do Paraíso e Maestro Cardim, que tiveram seus pontos de apoio alterados, com partes dos prédios ficando suspensas por placas de concreto e aço, sem que seus moradores percebessem. A linha passa ainda debaixo da torre da TV Cultura, localizada na Avenida Doutor Arnaldo, no Sumaré, o que exigiu na época da construção uma análise do projeto da antena, que levou a adaptações na planta do túnel. Como as fundações da torre tinham profundidade maior que a do túnel, suas hastes de aço foram afastadas, e elas passaram a "abraçar" o túnel.

#### Superfaturamento
Apesar de as obras terem sido iniciadas em 1987, os contratos com as construtoras foram assinados a partir de 1990 (sendo o caso mais grave o lote 4, iniciado em 1989, mas com o contrato assinado apenas em 1995). Os primeiros boatos sobre superfaturamento da obra surgiram em março de 1991 com a indicação do ex-presidente do Metrô Antonio Sérgio Fernandes para a Secretaria dos Transportes Metropolitanos pelo governo Fleury Filho. Então presidente da Companhia do Metropolitano, Fernandes acumulou um patrimônio estimado entre 500 milhões e 1 bilhão de cruzeiros em quatro anos enquanto as obras da Linha Paulista foram formalmente contratadas quase três anos após seu início e sofreram diversos reajustes. Com os boatos sobre a origem da fortuna de Fernandes, ele perdeu a indicação para a secretaria.
O início das obras sem contrato fez com que o acompanhamento das obras, por parte da Companhia do Metropolitano de São Paulo, fosse deficiente, e os custos das obras estouraram os limites de aditivos contratuais legais de 25%. Outro problema encontrado nos lotes 3 e 4 foram infiltrações, cuja análise para a resolução do problema foi contratada pelo Metrô junto ao Instituto de Pesquisas Tecnológicas (IPT) pelo valor de 148 775,75 reais em dezembro de 2001 (cerca de dez anos depois da conclusão do lote 3 e menos de quatro anos após a conclusão do lote 4).
O custo das obras foi questionado pela imprensa. O jornal O Estado de S. Paulo em 26 de outubro de 1992 denunciou que as obras da Linha Paulista orçadas em 265 milhões de dólares (trecho Prioritário) custaram, na verdade, 660 milhões de dólares. Posteriormente na Eleição presidencial no Brasil em 1994 Quércia recebeu 9,7 milhões de reais em doações para sua candidatura a presidente, sendo 2,35 milhões de reais da construtora Andrade Gutierrez (que se tornou a maior doadora da campanha).
Em 1997, o Tribunal de Contas do Estado de São Paulo constatou o problema ao levantar os custos contratados das obras. Quatro contratos analisados foram considerados superfaturados, recebendo aditivos acima do limite legal de 25%, com a maior diferença no Lote 1 da construtora Andrade Gutierrez. Consequentemente todos os contratos foram julgados irregulares, em setembro, e os responsáveis foram multados em 200 UFESPs (Unidade Fiscal do Estado de São Paulo).
| Lote/contrato                                          | Trecho                                                 | Empresas          | Custo previsto          | Custo aferido pelo TCE-SP (ago. 1997) | Diferença/aditivo |
| ------------------------------------------------------ | ------------------------------------------------------ | ----------------- | ----------------------- | ------------------------------------- | ----------------- |
| 1 / - TC 61794/026/90 - TC 951/026/91 - TC 1529/026/92 | Paraíso e poço de ventilação Min. Rocha Azevedo        | Andrade Gutierrez | R$ 654 milhões          | R$ 1,51 bilhão                        | 131%              |
| 2 / - TC 5331/026/91 - TC 19035/026/90                 | Estações Brigadeiro e Trianon                          | CBPO              | R$ 329 milhões          | R$ 750 milhões                        | 114%              |
| 3 / - TC 61793/026/90                                  | Poço de ventilação Min. Rocha Azevedo e Estação Sumaré | Camargo Corrêa    | R$ 1,16 bilhão          | R$ 1,58 bilhão                        | 36%               |
| 4 / - TC 8170/026/95                                   | Estações Sumaré e Vila Madalena                        | Constran          | R$ 913 milhões          | R$ 913 milhões                        | N/D               |
|                                                        | Total: 9,9 km                                          |                   | Total: R$ 3,056 bilhões | Total: R$ 4,723 bilhões               |                   |

A linha foi inaugurada em 25 de janeiro de 1991, contando naquele momento com 2,9 quilômetros de extensão e quatro estações. Com esta linha, o Metrô passou a abranger um dos mais importantes eixos do centro expandido de São Paulo, com grande concentração de instituições financeiras, hospitais, escolas, hotéis, consulados, secretarias de Estado, emissoras de rádio e televisão, teatros e museus.
No ano seguinte, foram inauguradas as estações Ana Rosa e Clínicas, ampliando para 4,7 quilômetros. Em 1998, duas novas estações (Vila Madalena e Sumaré) foram concluídas, acrescentando mais 2,3 quilômetros ao trecho.

### Obras do trecho Ana Rosa–Vila Prudente
Em julho de 1990 a Companhia do Metropolitano de São Paulo iniciou a concorrência para a contratação das obras do trecho Ana Rosa – Oratório da Linha Paulista. O custo estimado para o projeto era de 720 milhões de dólares, com uma extensão de 9, 2 quilômetros e nove estações. Com conclusão prevista para 36 meses, o novo trecho possuía previsão de transportar 960 mil passageiros por dia. A contratação das obras foi postergada por Quércia por conta de uma grave crise financeira ocorrida em sua gestão. Em janeiro de 1991, poucos dias antes de inaugurar pela quarta vez a Linha Paulista e com menos de dois meses para deixar o cargo, Quércia deixou de pagar o salário de dezembro e o décimo-terceiro dos cerca de setecentos mil funcionários do estado, com um custo estimado de 1 bilhão de dólares enquanto o estado estava com um déficit negativo de 20% no caixa do estado.
A contratação das obras da expansão Ana Rosa – Oratório só foi efetivada na gestão seguinte de Fleury Filho:
| Lote/contrato          | Trecho                      | Empresas          | Custo previsto        |
| ---------------------- | --------------------------- | ----------------- | --------------------- |
| 1 / - TC 13829/026/91  | Poço Carlos Petit - Embuaçu | Andrade Gutierrez | Cr$ 5.795.520.050,00  |
| 2 / - TC 13830/026/91  | Embuaçu-Olinda              | CBPO              | Cr$ 4.590.749.350,00  |
| 3 / - TC 13829/026/91  | Olinda-Nazaré               | CBPO              | Cr$ 5.239.317.200,00  |
| 4 / - TC 13833/026/91  | Nazaré -Sacomã              | Camargo Corrêa    | Cr$ 6.732.881.300,00  |
| 5 / - TC 013834/026/91 | Pátio Delamare              | Camargo Corrêa    | Cr$ 6.853.823.350,00  |
| 6 / - TC 13835/026/91  | Sacomã - Tamanduateí        | Mendes Júnior     | Cr$ 2.412.512.300,00  |
| 7 / - TC 13836/026/91  | Tamanduateí - Ibitirama     | Constran S/A      | Cr$ 3.091.225.550,00  |
| 8 / - TC 13837/026/91  | Ibitirama- Vila Alpina      | Constran S/A      | Cr$ 3.379.797.900,00  |
| 9 / - TC 13829/026/91  | Vila Alpina - Oratório      | Queiroz Galvão    | Cr$ 2.030.755.950,00  |
| 10 / - TC 13839/026/91 | Oratório-Pátio Oratório     | Queiroz Galvão    | Cr$ 3.300.729.850,00  |
| Total                  | Total                       | Total             | Cr$ 43.427.312.800,00 |

As obras não saíram do papel enquanto a Companhia do Metropolitano entrava em grave crise financeira, obrigando a empresa a paralisar todas as obras de expansão em novembro de 1992.

#### PITU 2020
Em 1995 o governo Covas lançou o Plano Integrado de Transportes Urbanos (PITU). O primeiro PITU previa o planejamento da rede de transportes da Região Metropolitana de São Paulo até o horizonte 2020. Dentro do PITU 2020 sugiram três propostas de rede: Central, Aberta e Densa. No caso da Linha 2-Verde do Metrô ambas as propostas eram:
| Linha 2 - Verde - Expansões propostas pelo PITU 2020 | Linha 2 - Verde - Expansões propostas pelo PITU 2020 | Linha 2 - Verde - Expansões propostas pelo PITU 2020 | Linha 2 - Verde - Expansões propostas pelo PITU 2020 | Linha 2 - Verde - Expansões propostas pelo PITU 2020 | Linha 2 - Verde - Expansões propostas pelo PITU 2020 |
| Rede                                                 | Novo trecho                                          | Extensão                                             | Ano de implantação (previsto)                        | Custo km (previsto)                                  | Custo (previsto)                                     |
| ---------------------------------------------------- | ---------------------------------------------------- | ---------------------------------------------------- | ---------------------------------------------------- | ---------------------------------------------------- | ---------------------------------------------------- |
| Central                                              | Ana Rosa - Vila Alpina                               | 8,5 km                                               | 2006                                                 | R$ 120 milhões                                       | R$ 1020 milhões                                      |
| Central                                              | Vila Madalena - Cerro Corá                           | 2,5 km                                               | 2010                                                 | R$ 120 milhões                                       | R$ 300 milhões                                       |
| Total                                                | -                                                    | 11 km                                                | -                                                    | -                                                    | R$ 1320 milhões                                      |
|                                                      |                                                      |                                                      |                                                      |                                                      |                                                      |
| Rede                                                 | Novo trecho                                          | Extensão                                             | Ano de implantação (previsto)                        | Custo km (previsto)                                  | Custo (previsto)                                     |
| Aberta                                               | Ana Rosa - Embuaçu                                   | 1,8 km                                               | 2010                                                 | R$ 60 milhões                                        | R$ 108 milhões                                       |
| Aberta                                               | Embuaçu - Sacomã                                     | 2,3 km                                               | 2010                                                 | R$ 120 milhões                                       | R$ 276 milhões                                       |
| Aberta                                               | Sacomã - São Caetano                                 | 4,7 km                                               | 2010                                                 | R$ 120 milhões                                       | R$ 564 milhões                                       |
| Aberta                                               | São Caetano - Vila Formosa                           | 8,5 km                                               | 2015                                                 | R$ 120 milhões                                       | R$ 1020 milhões                                      |
| Aberta                                               | Vila Madalena - Cerro Corá                           | 2,5 km                                               | 2015                                                 | R$ 120 milhões                                       | R$ 300 milhões                                       |
| Aberta                                               | Vila Formosa - São Miguel                            | 11 km                                                | 2020                                                 | R$ 90 milhões                                        | R$ 990 milhões                                       |
| Total                                                | -                                                    | 30,8 km                                              | -                                                    | -                                                    | R$ 3258 milhões                                      |
|                                                      |                                                      |                                                      |                                                      |                                                      |                                                      |
| Rede                                                 | Novo trecho                                          | Extensão                                             | Ano de implantação (previsto)                        | Custo km (previsto)                                  | Custo (previsto)                                     |
| Densa                                                | Ana Rosa - Embuaçu                                   | 1,8 km                                               | 2010                                                 | R$ 120 milhões                                       | R$ 216 milhões                                       |
| Densa                                                | Embuaçu - São Caetano                                | 6,0 km                                               | 2010                                                 | R$ 120 milhões                                       | R$ 720 milhões                                       |
| Total                                                | -                                                    | 7,8 km                                               | -                                                    | -                                                    | R$ 936 milhões                                       |

Durante a apresentação dos resultados do PITU-2020, o governador Covas se tornou partidário da proposta de rede Densa para a Linha 2-Verde, defendendo inclusive o cancelamento dos contratos de expansão celebrados na gestão Fleury e o lançamento de nova concorrência visando atrair mais empresas e diminuir os custos do projeto. O projeto de expansão da Linha 2 ficou congelado até a morte de Covas em 2001. Seu sucessor, Geraldo Alckmin, descartou o PITU-2020 e retomou o projeto contratado em 1991.

#### Início das obras
Em novembro de 2002 a Companhia do Metropolitano iniciou negociações para a retomada da expansão, com alteração nos projetos visando diminuir os custos das obras. Apesar da expectativa de retomada das obras em 2003, a Companhia do Metropolitano iniciou as obras da expansão Ana Rosa - Sacomã em 31 de março de 2003. A obra foi retomada em duas etapas: Ana Rosa - Imigrantes e Imigrantes Sacomã
| Expansão Ana Rosa - Imigrantes | Expansão Ana Rosa - Imigrantes | Expansão Ana Rosa - Imigrantes | Expansão Ana Rosa - Imigrantes | Expansão Ana Rosa - Imigrantes | Expansão Ana Rosa - Imigrantes |
| Trecho                         | Extensão                       | Estações                       | Valor                          | Início da obra                 | Término                        |
| ------------------------------ | ------------------------------ | ------------------------------ | ------------------------------ | ------------------------------ | ------------------------------ |
| Ana Rosa - Imigrantes          | 2,9 km                         | 2                              | R$ 462 milhões                 | 31 de março de 2004            | 30 de março de 2006            |

Em 30 de março de 2006, o então governador Geraldo Alckmin, em seu último dia no governo, inaugurou a Estação Santos-Imigrantes. Pouco depois, em 9 de maio, houve a inauguração da Estação Chácara Klabin pelo ex-governador Cláudio Lembo, completando assim o trecho de 2,9 quilômetros entre Ana Rosa e Santos-Imigrantes, ficando a linha com 9,9 quilômetros de extensão total.
Em 30 de junho de 2007, o governador José Serra inaugurou a Estação Alto do Ipiranga, localizada na confluência da Avenida Dr. Gentil de Moura com a Rua Visconde de Pirajá, elevando a rede metroviária paulistana a 61 quilômetros, com previsão de demanda de passageiros na Linha 2 de 370 mil pessoas por dia. Serra havia publicado decreto, em 9 de maio de 2007, para o início das desapropriações e autorização para estender a linha até a Vila Prudente, com as respectivas estações Sacomã, Tamanduateí e Vila Prudente. De acordo ainda com o projeto de expansão, a linha teria o seu primeiro pátio de trens, que seria construído no lugar das ruínas da fábrica da Vemag.

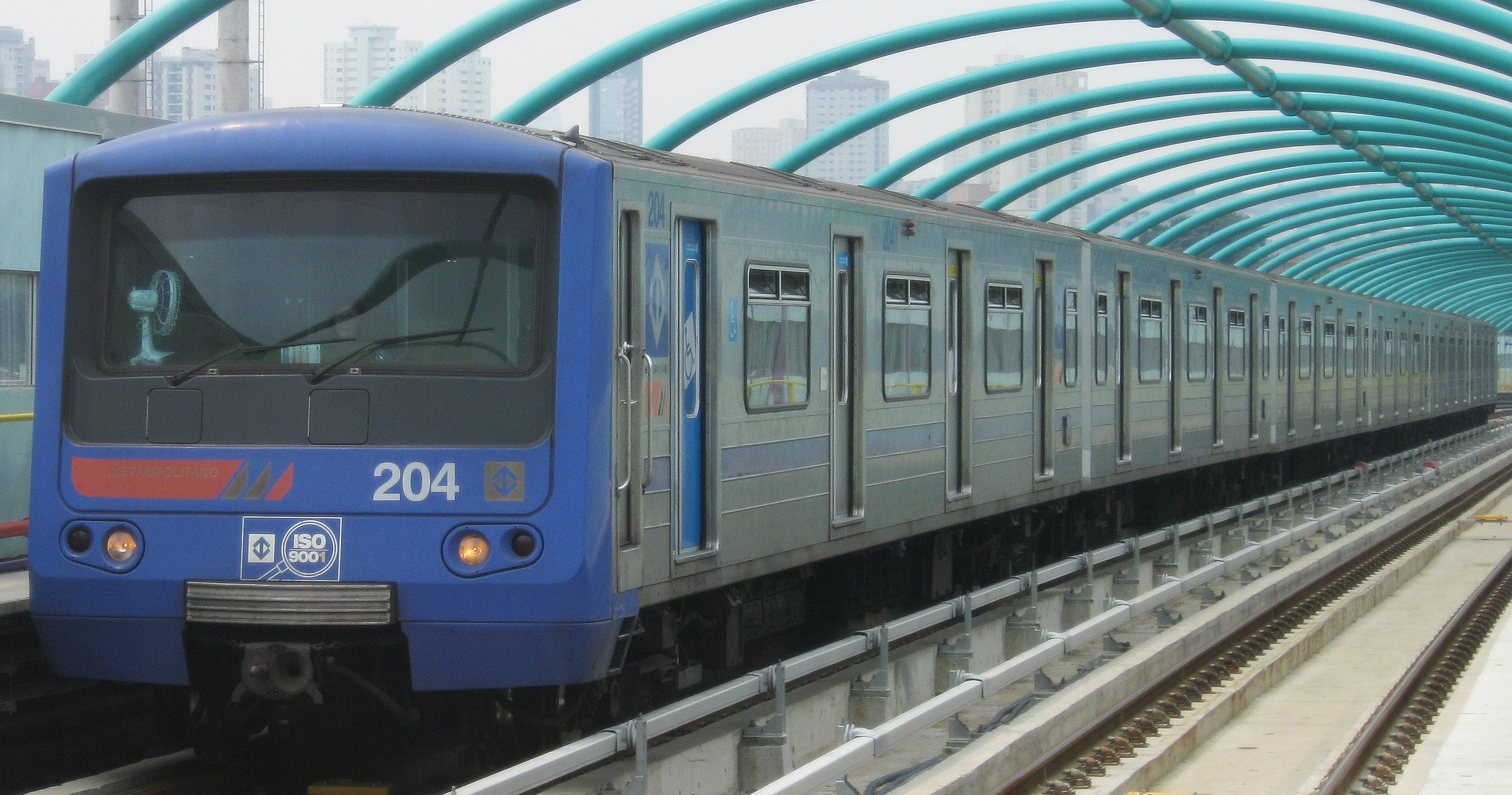
Alstom Milênio chegando à Estação Tamanduateí

No dia 10 de maio de 2007, durante a visita do papa Bento XVI à cidade de São Paulo, a Linha 2 apresentou a maior demanda de sua história até então, com o transporte de 370 226 passageiros. Já no fim de semana de 17 e 18 de maio de 2008 a linha teve sua operação comercial interditada no trecho entre as estações Clínicas e Consolação, para que a máquina Shield (o popular "tatuzão") passasse sete metros abaixo do nível do seu túnel para a continuidade das obras da Linha 4–Amarela. O recorde de pessoas transportadas pela linha seria batido novamente em 7 de maio de 2008, com 428 056 passageiros.
Em 28 de março de 2009, entrou em operação o primeiro dos dezesseis novos trens a ser entregues até a inauguração do trecho Sacomã–Vila Prudente. Em 10 de janeiro de 2010, a Estação Sacomã foi aberta ao público, inicialmente em operação assistida, das 10h30 às 15 horas e, posteriormente, a partir do dia 22, das 10 às 16 horas. Por fim, no dia 30 do mesmo mês, foi aberta totalmente ao público em horário normal. Apesar de as obras de extensão da Linha 2 terem sido as únicas a receber a totalidade da verba prevista para 2009, o cronograma atrasou — a inauguração das estações Tamanduateí e Vila Prudente, inicialmente prevista para março de 2010, foi adiada para junho, mas depois passou a não ter mais data definida. Em 18 de agosto, foi anunciada a inauguração em operação assistida de Vila Prudente para dali a três dias. Em 21 de setembro, foi inaugurada a Estação Tamanduateí, também em operação assistida.
O início da cobrança de tarifa nestas duas estações ocorreu em 5 de fevereiro de 2011, com o horário de funcionamento sendo ampliado para das 8 às 17 horas. Com isso, a necessidade de desembarcar na Estação Sacomã para prosseguir viagem pela Linha 2–Verde não existia mais. Em 19 de março de 2011 as estações Tamanduateí e Vila Prudente tiverem seu horário de funcionamento ampliado para das 4h40 às 21 horas e, por fim, em 12 de setembro, para o horário normal, até a meia-noite.
| Expansão Ana Rosa - Vila Prudente (2004-2010) | Expansão Ana Rosa - Vila Prudente (2004-2010) | Expansão Ana Rosa - Vila Prudente (2004-2010) |
| Lote                                          | Estação                                       | Empresas                                      |
| --------------------------------------------- | --------------------------------------------- | --------------------------------------------- |
| 1 / - TC 13829/026/91                         | Chácara Klabin                                | Andrade Gutierrez                             |
| 2 / - TC 13830/026/91                         | Imigrantes                                    | Odebrecht/CBPO                                |
| 3 / - TC 13829/026/91                         | Alto do Ipiranga                              | Odebrecht/CBPO                                |
| 4 / - TC 13833/026/91                         | Sacomã                                        | Camargo Corrêa                                |
| 7 / - TC 13836/026/91                         | Tamanduateí                                   | Constran                                      |
| N/D                                           | Vila Prudente                                 | Andrade Gutierrez                             |

A expansão Ana Rosa – Vila Prudente foi construída a um custo de 1,7 bilhão de reais:
| Expansão Ana Rosa - Vila Prudente (2004-2010) | Expansão Ana Rosa - Vila Prudente (2004-2010) | Expansão Ana Rosa - Vila Prudente (2004-2010)                 |
| Trecho                                        | Custo (R$ milhões)                            | Origem                                                        |
| --------------------------------------------- | --------------------------------------------- | ------------------------------------------------------------- |
| Ana Rosa – Alto do Ipiranga                   | 456,7                                         | - R$ 146,2 milhões/Tesouro do Estado - R$ 310,5 milhões/BNDES |
| Alto do Ipiranga – Tamanduateí                | 1335                                          | R$ 1,335 milhões/Tesouro do Estado                            |
| Total                                         | R$ 1791,7 milhões                             | R$ 1791,7 milhões                                             |

##### Estação Alto do Ipiranga

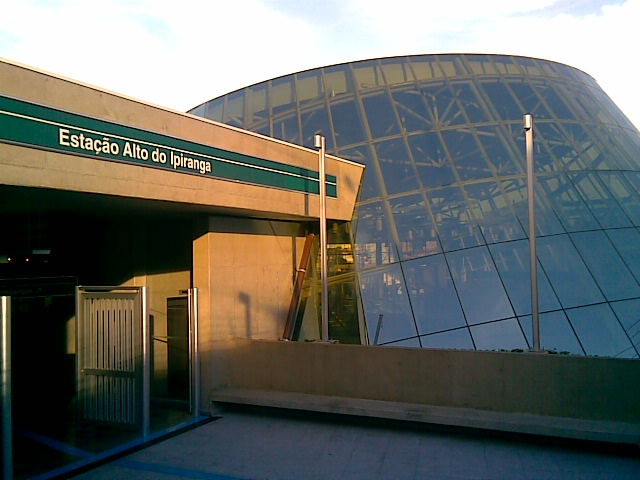
Estação Alto do Ipiranga

Em fins de 2002 a Companhia do Metropolitano informou no Diário Oficial que negociava a retomada das obras, com a previsão de extensão até o Sacomã com a construção de quatro estações: Chácara Klabin, Imigrantes, Ipiranga e Sacomã. A estação Ipiranga era a primeira alteração proposta em relação ao projeto original que previa a construção das estações Olinda e Nazaré, cujos lotes foram vencidos pela construtora CBPO (sucedida pela Odebrecht que adquiriu a CBPO).
Durante a retomada das obras em 2004 o governador Geraldo Alckmin anunciou a retomada do projeto até Sacomã, embora tenha sido detalhada apenas a construção das estações Chácara Klabin e Imigrantes.
Em dezembro de 2004 a Companhia do Metropolitano informou que o governador Geraldo Alckmin autorizou a modificação no projeto e permitiu a construção da estação Ipiranga.
Rebatizada Alto do Ipiranga, a nova estação foi inaugurada em 30 de junho de 2007. Durante a apuração do Escândalo das licitações no transporte público em São Paulo, o jornal Folha de S.Paulo descobriu que a inclusão da estação Alto do Ipiranga foi uma exigência da multinacional Alstom que disputava a concorrência para o fornecimento de equipamentos elétricos e de sinalização para a extensão da Linha 2 do Metrô.

### Cronologia
| Data                   | Evento                                                                                     |
| ---------------------- | ------------------------------------------------------------------------------------------ |
| 30 de novembro de 1987 | Início das obras da Linha 2–Verde (trecho Paulista), entre as estações Ana Rosa e Clínicas |
| 25 de janeiro de 1991  | Inauguração do trecho Paraíso ↔ Consolação                                                 |
| 12 de setembro de 1992 | Inauguração das estações Clínicas e Ana Rosa                                               |
| 21 de novembro de 1998 | Inauguração das estações Sumaré e Vila Madalena                                            |
| 30 de março de 2006    | Inauguração da Estação Santos–Imigrantes                                                   |
| 9 de maio de 2006      | Inauguração da Estação Chácara Klabin                                                      |
| 30 de junho de 2007    | Inauguração da Estação Alto do Ipiranga                                                    |
| 10 de janeiro de 2010  | Início da operação assistida da Estação Sacomã                                             |
| 30 de janeiro de 2010  | Inauguração oficial da Estação Sacomã                                                      |
| 25 de maio de 2010     | Interligação da Estação Consolação para a Estação Paulista da Linha 4–Amarela              |
| 21 de agosto de 2010   | Inauguração da Estação Vila Prudente                                                       |
| 21 de setembro de 2010 | Inauguração da Estação Tamanduateí                                                         |
| 12 de setembro de 2011 | Ampliação do horário da operação das estações Tamanduateí e Vila Prudente                  |
| 30 de agosto de 2014   | Inauguração da transferência para a Linha 15–Prata na Estação Vila Prudente                |
| 28 de setembro de 2018 | Inauguração da transferência para a Linha 5–Lilás na Estação Chácara Klabin                |

## Passageiros transportados
| Ano | Quantidade | Ano  | Quantidade      |
| --- | ---------- | ---- | --------------- |
| 1991 | 30 825 000 | 2011 | 121 409 000     |
| 1992 | 40 606 000 | 2012 | 144 504 000     |
| 1993 | 51 019 000 | 2013 | 146 302 000     |
| 1994 | 53 285 000 | 2014 | 146 724 000     |
| 1995 | 59 528 000 | 2015 | 150 025 000     |
| 1996 | 67 327 000 | 2016 | 188 577 000     |
| 1997 | 67 535 000 | 2017 | 190 040 000     |
| 1998 | 67 366 000 | 2018 | 197 762 000     |
| 1999 | 70 060 000 | 2019 | 224 339 000 (b) |
| 2000 | 76 398 000 | 2020 | 110 760 000     |
| 2001 | 79 580 000 | 2021 | 115 209 000     |
| 2002 | 81 620 000 | 2022 | 167 033 000     |
| 2003 | 79 675 000 | 2023 | 183 906 000     |
| 2004 | 48 807 000 | 2024 | 198 038 000     |
| 2005 | 49 017 000 |      |                 |
| 2006 | 55 167 000 |      |                 |
| 2007 | 62 424 000 |      |                 |
| 2008 | N/D (a)    |      |                 |
| 2009 | 76 963 000 |      |                 |
| 2010 | 90 140 000 |      |                 |
| Notas: - a - N/D Não disponível - b - Recorde de passageiros Fontes: - Fundação SEADE (1991-2003) - Companhia do Metropolitano de São Paulo (2004, 2005, 2006, 2007,2009 , 2010, 2011, 2012, 2013, 2014, 2015, 2016, 2017, 2018, 2019, 2020, 2021, 2022) 2023 , 2024 |            |      |                 |

## Operação

### Características

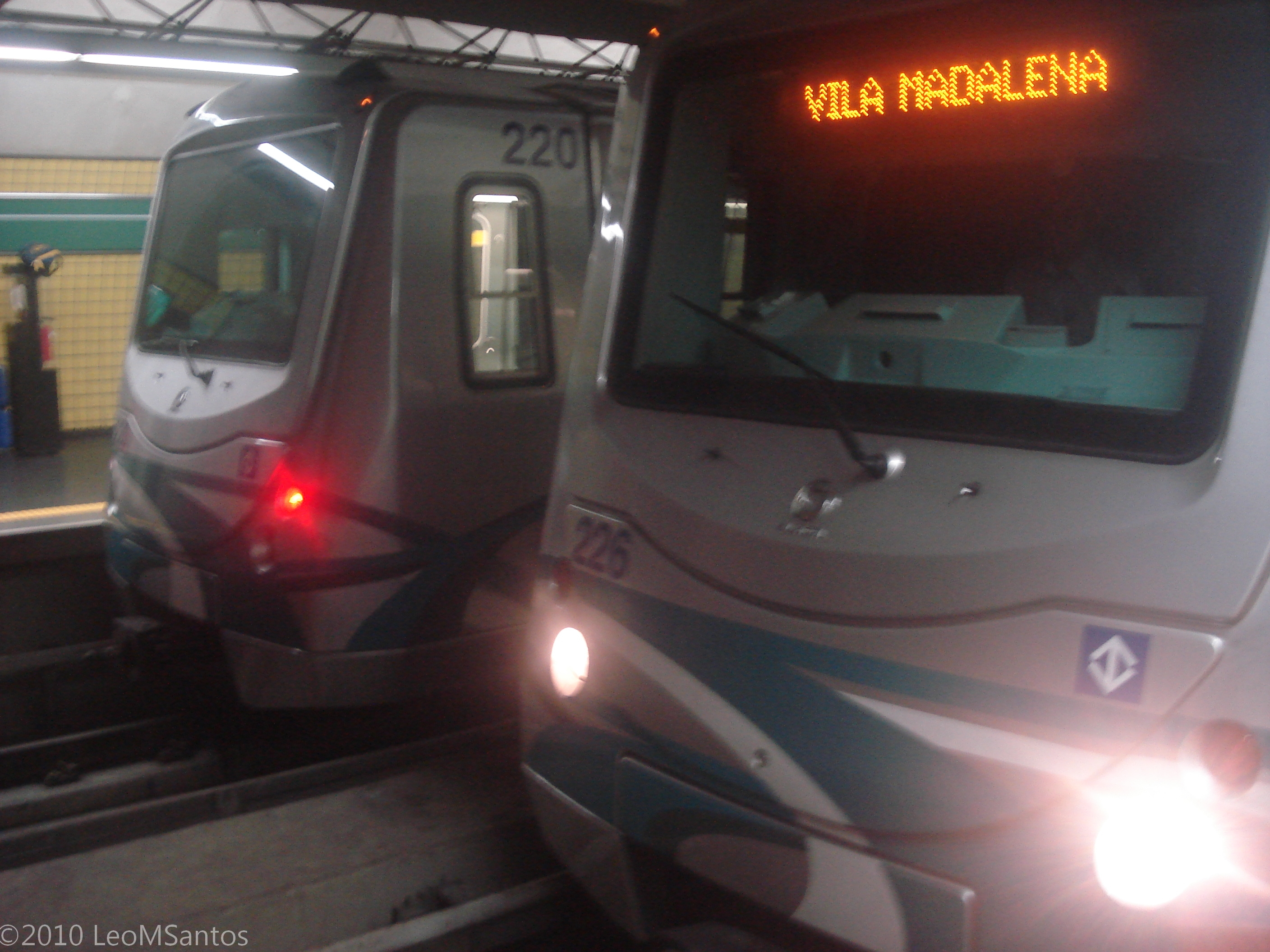
Trens novos parados na Estação Vila Madalena

Em 2010, a Linha 2 era a terceira linha do Metrô de São Paulo a receber mais passageiros, com 38 mil passageiros por hora, acima da capacidade máxima estipulada da linha, de 35 mil por hora. Entre março de 2009 e março de 2010, a média de passageiros transportados por dia na linha aumentou de 416,4 mil para 472,1 mil, por causa de uma restrição da Prefeitura a ônibus fretados no centro expandido da cidade e da inauguração da Estação Sacomã.
Originalmente, o monotrilho da zona leste, ligando as estações Vila Prudente e Hospital Cidade Tiradentes, em construção desde 2009, era conhecido como uma extensão em monotrilho da Linha 2. Entretanto, em setembro de 2012 o Metrô anunciou que a linha passaria a chamar-se Linha 15–Prata, com o trecho antes identificado como Linha 15–Branca (de Vila Prudente à futura Estação Dutra) passando a ser a extensão da Linha 2. "É mais lógico, porque, de fato, o que antes era a Linha 15 será o prolongamento da Linha 2, e pelo próprio modo de transporte dela, o metrô subterrâneo", comentou ao JT o presidente da Associação dos Engenheiros e Arquitetos do Metrô na época. A previsão era de que a obra, avaliada em 7,8 bilhões de reais, fosse licitada até o final de 2012.

### Trens

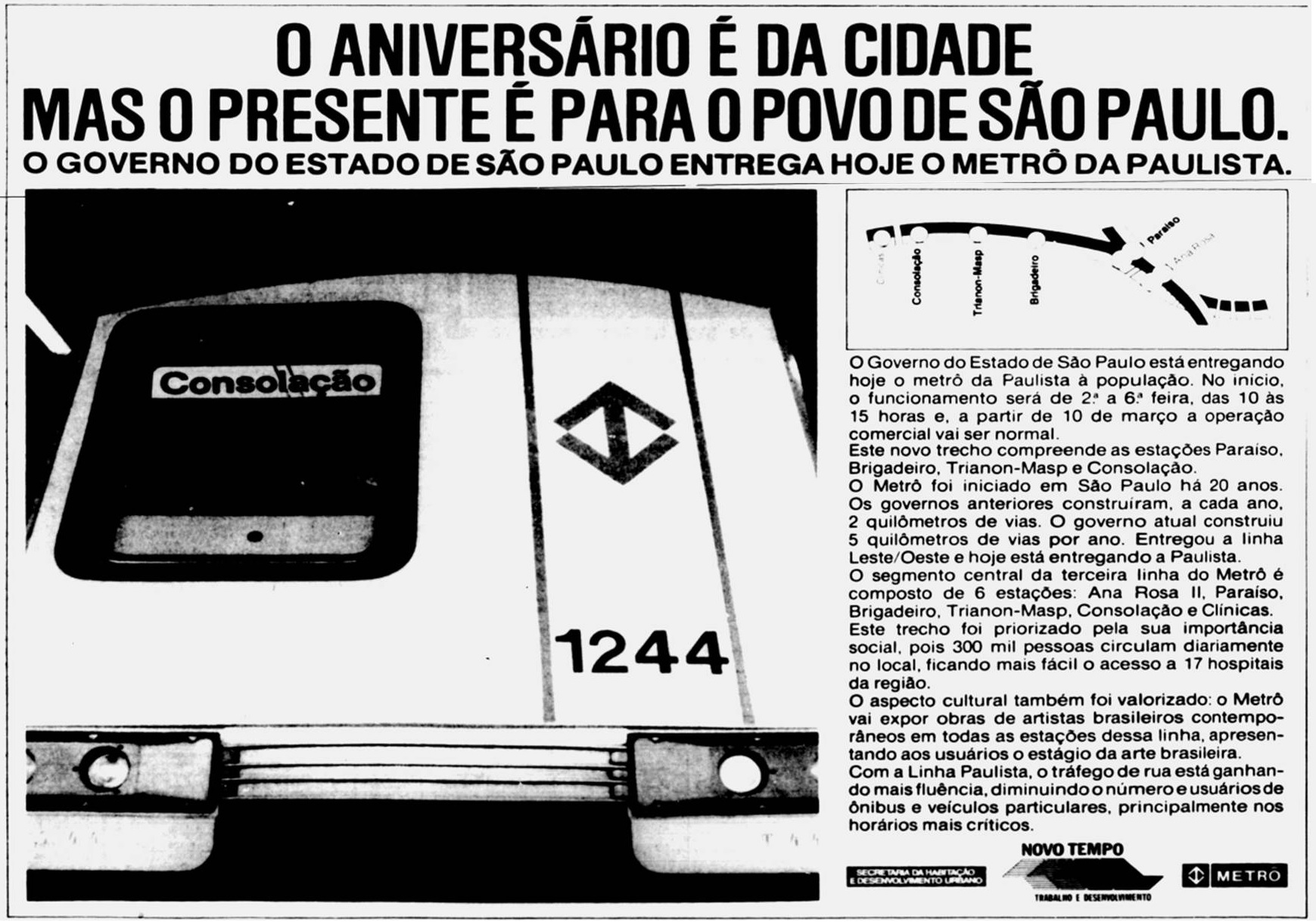
Anúncio da inauguração da Linha 2-Verde em 1991, com um trem da Frota A fabricado entre 1973 e 1978

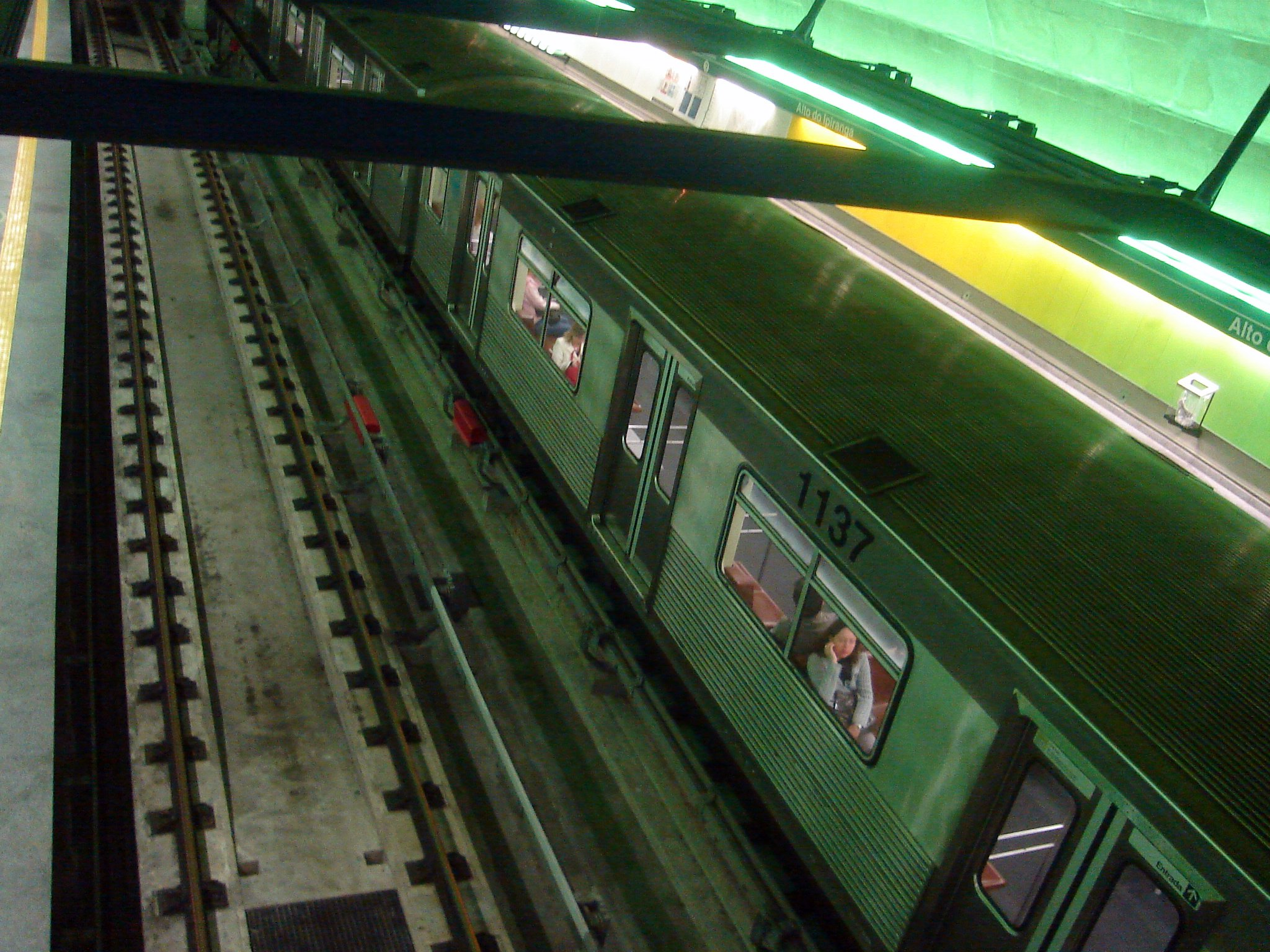
Trem da Frota A, fabricado entre 1974 e 1978, estacionado na estação Alto do Ipiranga, 2008

A Linha 2–Verde possui atualmente uma frota total de 31 trens, incluindo veículos reservas.
O estudo elaborado pela EMTU em 1980 previa uma frota total de 27 trens, sendo:
| Trecho             | Trens |
| ------------------ | ----- |
| Clínicas - Paraíso | 5     |
| Paraíso - Sacomã   | 12    |
| Sacomã - Oratório  | 5     |
| Total              | 27    |

Em 1988 a Companhia do Metropolitano detalhou a frota e anunciou modificações em relação aos trens existentes (porém grande parte desse detalhamento foi abandonado posteriormente):
- Motores de alimentação em corrente alternada
- Implantação de sistema eletrônico de comando e supervisão de sistemas tipo “Databus”
- Instalação de painel IHM para auxilio de decisão do operador
- Instalação de inversores eletrônicos trifásicos
- Maior capacidade dos ventiladores e exaustores dos trens
- Carroceria com laterais encurvadas.

A Linha 2 foi inaugurada em 1991 com cinco trens emprestados da frota reserva das Linhas 1 e 3. Em 1992 a Companhia do Metropolitano assinou um contrato de aquisição de 22 trens com a Mafersa no valor de 260 milhões de dólares a serem financiados pelo BNDES.
Apesar do contrato, não ocorreram aportes de recursos. Ao mesmo tempo a Mafersa entrou em uma crise que culminou com a empresa chegar a 1995 em estado de falência iminente. Em novembro de 1995 a Mafersa encerrou as atividades em suas plantas por conta de dívidas de 130 milhões de reais com fornecedores (sendo 50 milhões de reais a curto prazo). A falência da Mafersa e a falta de trens para a Linha 2 fez com que o governador Mário Covas fizesse uma proposta para o governador do Distrito Federal Cristovam Buarque em alugar os trens prontos do Metrô do Distrito Federal, cujas obras estavam atrasadas e não permitiam a circulação dos trens.
A Mafersa acabou leiloada e um novo grupo formado pelos funcionários assumiu a empresa. O contrato de 22 trens, estimado em 1997 em 500 milhões de dólares, foi renegociado e a empresa acabou sendo adquirida pela Alstom. O processo de renegociação do contrato resultou na fabricação de 11 trens que formaram a Frota E. Após a conclusão da entrega, a Frota E foi concentrada na Linha 2.
Com a expansão da Linha 2 até Ipiranga, a Frota E se tornou insuficiente para atender a demanda e obrigou a Companhia do Metropolitano a complementar a frota com trens das frotas A, C e D. Em 2007 a Companhia aditou o contrato de frota assinado em 1991 e adquiriu mais 16 trens. Essa nova frota foi batizada "Frota G", com o primeiro trem entregue na estação Sacomã em 2009. Mais tarde o Tribunal de Contas do Estado declarou que o contrato assinado em 1991 e aditado em 2007 era irregular.
| Evolução da frota da Linha 2 necessária para o horário de pico | Evolução da frota da Linha 2 necessária para o horário de pico | Evolução da frota da Linha 2 necessária para o horário de pico | Evolução da frota da Linha 2 necessária para o horário de pico | Evolução da frota da Linha 2 necessária para o horário de pico | Evolução da frota da Linha 2 necessária para o horário de pico | Evolução da frota da Linha 2 necessária para o horário de pico | Evolução da frota da Linha 2 necessária para o horário de pico | Evolução da frota da Linha 2 necessária para o horário de pico | Evolução da frota da Linha 2 necessária para o horário de pico | Evolução da frota da Linha 2 necessária para o horário de pico | Evolução da frota da Linha 2 necessária para o horário de pico | Evolução da frota da Linha 2 necessária para o horário de pico | Evolução da frota da Linha 2 necessária para o horário de pico |
| 1991                                                           | 2003                                                           | 2006                                                           | 2008                                                           | 2010                                                           |                                                                |                                                                |                                                                |                                                                |                                                                |                                                                |                                                                |                                                                |                                                                |
| -------------------------------------------------------------- | -------------------------------------------------------------- | -------------------------------------------------------------- | -------------------------------------------------------------- | -------------------------------------------------------------- | -------------------------------------------------------------- | -------------------------------------------------------------- | -------------------------------------------------------------- | -------------------------------------------------------------- | -------------------------------------------------------------- | -------------------------------------------------------------- | -------------------------------------------------------------- | -------------------------------------------------------------- | -------------------------------------------------------------- |
| 5                                                              | 11                                                             | 14                                                             | 15                                                             | 27                                                             |                                                                |                                                                |                                                                |                                                                |                                                                |                                                                |                                                                |                                                                |                                                                |
| Fontes: 2006 2008 2010                                         |                                                                |                                                                |                                                                |                                                                |                                                                |                                                                |                                                                |                                                                |                                                                |                                                                |                                                                |                                                                |                                                                |

#### Expansão Vila Prudente - Dutra
De acordo com o projeto de expansão da Linha 2 - Verde entre Vila Prudente e Dutra, a frota deverá ser acrescida por trinta e seis novos trens. Em 29 de novembro de 2024 o governo do estado de São Paulo assinou com o BNDES um contrato de financiamento de 3,6 bilhões de reais para a aquisição de 44 trens, dos quais 36 destinados para a Linha 2. Os novos trens terão como principal característica a possibilidade de operação totalmente automatizada, dispensando a necessidade de operador humano. Também terão passagem livre entre carros, monitoramento de equipamentos e sistemas em tempo real e equipamento de bordo para operação com o sistema de sinalização CBTC.
| Expansão Leste - Frota Prevista | Expansão Leste - Frota Prevista |
| Trecho                          | Trens                           |
| ------------------------------- | ------------------------------- |
| Vila Prudente - Penha           | 22                              |
| Penha - Dutra                   | 14                              |
| Total                           | 36                              |

### Sinalização
A Linha 2 - Verde foi inaugurada em 1991 com a sinalização ATO. Em julho de 2008 a Companhia do Metropolitano contratou a Alstom por 750 milhões de reais para realizar a modernização do sistema de sinalização das Linhas 1, 2 e 3 através da troca do ATO para o CBTC. O primeiro trecho foi entregue em 2010 e o segundo em 2012.
| Evolução do intervalo mínimo programado entre trens (em segundos) | Evolução do intervalo mínimo programado entre trens (em segundos) | Evolução do intervalo mínimo programado entre trens (em segundos) | Evolução do intervalo mínimo programado entre trens (em segundos) | Evolução do intervalo mínimo programado entre trens (em segundos) | Evolução do intervalo mínimo programado entre trens (em segundos) | Evolução do intervalo mínimo programado entre trens (em segundos) | Evolução do intervalo mínimo programado entre trens (em segundos) | Evolução do intervalo mínimo programado entre trens (em segundos) | Evolução do intervalo mínimo programado entre trens (em segundos) | Evolução do intervalo mínimo programado entre trens (em segundos) | Evolução do intervalo mínimo programado entre trens (em segundos) | Evolução do intervalo mínimo programado entre trens (em segundos) | Evolução do intervalo mínimo programado entre trens (em segundos) |
| 1991                                                              | 2003                                                              | 2010                                                              | 2016                                                              | 2017                                                              | 2018                                                              | 2022                                                              | 2024                                                              |                                                                   |                                                                   |                                                                   |                                                                   |                                                                   |                                                                   |
| ----------------------------------------------------------------- | ----------------------------------------------------------------- | ----------------------------------------------------------------- | ----------------------------------------------------------------- | ----------------------------------------------------------------- | ----------------------------------------------------------------- | ----------------------------------------------------------------- | ----------------------------------------------------------------- | ----------------------------------------------------------------- | ----------------------------------------------------------------- | ----------------------------------------------------------------- | ----------------------------------------------------------------- | ----------------------------------------------------------------- | ----------------------------------------------------------------- |
| N/D                                                               | 149                                                               | 137                                                               | 138                                                               | 132                                                               | 127                                                               | 134                                                               | 137                                                               |                                                                   |                                                                   |                                                                   |                                                                   |                                                                   |                                                                   |
| Fontes: Metrô SP 2003 2010 2016 e 2017, 2018, 2022, 2024          |                                                                   |                                                                   |                                                                   |                                                                   |                                                                   |                                                                   |                                                                   |                                                                   |                                                                   |                                                                   |                                                                   |                                                                   |                                                                   |

### Integração

#### Terminais de integração[127]

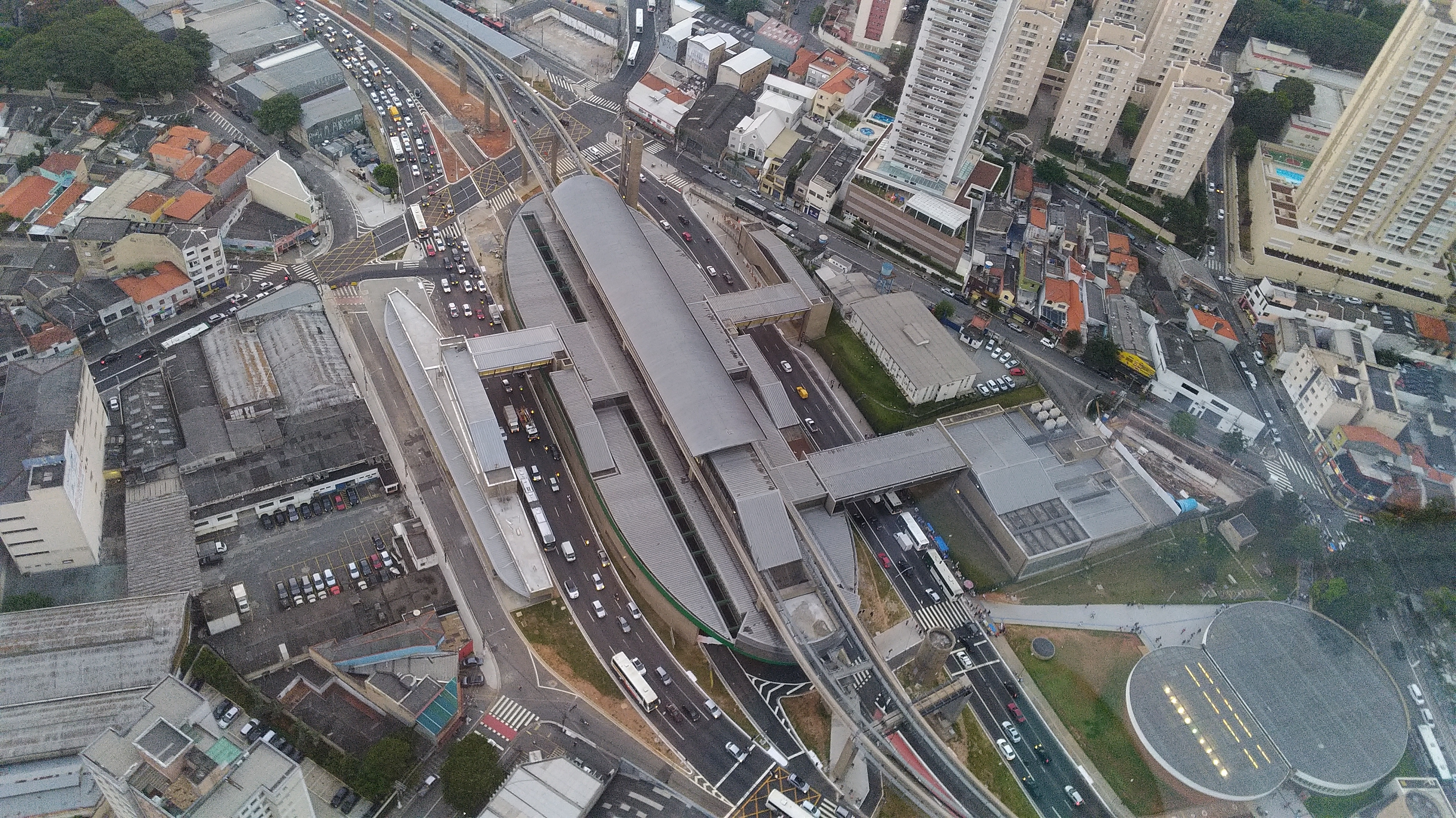
Terminal Vila Prudente, o maior terminal de integração da Linha 2-Verde, integrando-a com a Linha 15-Prata e com 31 linhas de ônibus municipais

Após a experiência bem-sucedida com a integração ônibus-metrô na Linha 3, o projeto da Linha 2 elaborado em 1980 previa a integração da linha com 114 linhas de ônibus existentes. Posteriormente a prefeitura de São Paulo apresentou dentro do Plano Municipal de Transporte e Tráfego (1985) a proposta de implantação de terminais de ônibus no Sacomã e no Oratório, próximo das futuras estações da Linha Vila Madalena - Vila Prudente.
| Estação       | Inauguração               | Integração   | Linhas                       | Gestão  |
| ------------- | ------------------------- | ------------ | ---------------------------- | ------- |
| Vila Madalena | 1998                      | metrô-ônibus | Municipais e intermunicipais | Metrô   |
| Ana Rosa      | 1995                      | metrô-ônibus | Municipais                   | Metrô   |
| Sacomã        | 2007                      | metrô-ônibus | Municipais e intermunicipais | SPTrans |
| Vila Prudente | 1985/ 2019 (reconstrução) | metrô-ônibus | Municipais                   | SPTrans |

O projeto da expansão Vila Prudente - Dutra prevê a construção dos terminais de ônibus integrados nas estações Santa Clara, Vila Formosa, Aricanduva e Tiquatira.

#### Ponte Orca
Entre 2000 e 2009 o Terminal Vila Madalena recebeu o serviço Ponte Orca.

## Expansão da linha

### Vila Prudente ↔ Dutra

#### Antecedentes
O primeiro projeto de expansão pós Vila Prudente surgiu no governo Covas, dentro do Plano Integrado de Transportes Urbanos (PITU) - Horizonte 2020. A proposta previa ampliar a Linha 2 entre Vila Prudente e São Miguel Paulista: 
| Linha 2 - Verde - Expansões propostas pelo PITU 2020 | Linha 2 - Verde - Expansões propostas pelo PITU 2020 | Linha 2 - Verde - Expansões propostas pelo PITU 2020 | Linha 2 - Verde - Expansões propostas pelo PITU 2020 | Linha 2 - Verde - Expansões propostas pelo PITU 2020 | Linha 2 - Verde - Expansões propostas pelo PITU 2020 |
| Rede                                                 | Novo trecho                                          | Extensão                                             | Ano de implantação (previsto)                        | Custo km (previsto)                                  | Custo (previsto)                                     |
| ---------------------------------------------------- | ---------------------------------------------------- | ---------------------------------------------------- | ---------------------------------------------------- | ---------------------------------------------------- | ---------------------------------------------------- |
| Aberta                                               | Ana Rosa - Embuaçu                                   | 1,8 km                                               | 2010                                                 | R$ 60 milhões                                        | R$ 108 milhões                                       |
| Aberta                                               | Embuaçu - Sacomã                                     | 2,3 km                                               | 2010                                                 | R$ 120 milhões                                       | R$ 276 milhões                                       |
| Aberta                                               | Sacomã - São Caetano                                 | 4,7 km                                               | 2010                                                 | R$ 120 milhões                                       | R$ 564 milhões                                       |
| Aberta                                               | São Caetano - Vila Formosa                           | 8,5 km                                               | 2015                                                 | R$ 120 milhões                                       | R$ 1020 milhões                                      |
| Aberta                                               | Vila Madalena - Cerro Corá                           | 2,5 km                                               | 2015                                                 | R$ 120 milhões                                       | R$ 300 milhões                                       |
| Aberta                                               | Vila Formosa - São Miguel                            | 11 km                                                | 2020                                                 | R$ 90 milhões                                        | R$ 990 milhões                                       |
| Total                                                | -                                                    | 30,8 km                                              | -                                                    | -                                                    | R$ 3258 milhões                                      |

Apesar do plano apresentado, o governador Alckmin (sucessor de Covas, morto em 2001) optou pelo descarte do PITU 2020 e manteve o projeto original até Vila Prudente. Isso não demoveu a Secretaria dos Transportes Metropolitanos e a Companhia do Metropolitano a continuar com o desenvolvimento da proposta. Em dezembro de 2006 a Secretaria apresentou o PITU Horizonte 2025, alterando o projeto de expansão da Linha 2 de São Miguel Paulista para o Tatuapé.
| Tamanduteí - Tatuapé (Leste)       | 6,8 km | Tamanduteí Vila Prudente Orfanato Vila Leme Água Rasa Tuiuti Tatuapé | 2020 |
| Vila Madalena - Cerro Corá (Oeste) | 2,9 km | Vila Madalena Aurélia Toneleiro Cerro Corá                           | 2020 |
| Total                              | 9,7 km |                                                                      |      |

#### Projeto atual
A expansão Leste da Linha 2 foi desenvolvida entre 2008 e 2012 pela Companhia do Metropolitano. Após análise das alternativas (Tatuapé ou Penha), prevaleceu a expansão para a região da Penha. Mais tarde, o projeto foi ampliado até o município de Guarulhos. A concessão de financiamento para a obra foi liberada, em 21 de junho de 2013, pelo Banco Nacional de Desenvolvimento Econômico e Social (BNDES), no valor de 1,5 bilhão de reais, representando 45,6% dos investimentos totais. As desapropriações para uma extensão da linha no sentido nordeste, com treze estações, foram iniciadas em meados de 2014. A obra foi dividida em oito lotes, licitados pela Companhia do Metropolitano. O resultado final e os contratos foram assinados em 25 de setembro de 2014.
Apesar de ordens de serviço parciais serem dadas em outubro de 2014 para o início das obras nos lotes 1,3, 4 e 5, até junho de 2019, as obras ficaram paralisadas por falta de recursos, mesmo com imóveis já tendo sido demolidos no trecho Vila Prudente–Penha de França. De acordo com o Relatório de Empreendimentos do Metrô-SP de junho de 2018, a falta de recursos fez com que a empresa trabalhasse com a possibilidade de as obras de expansão serem divididas em duas fases: Vila Prudente–Penha e Penha–Dutra. A decisão sobre a retomada das obras de construção em duas fases seria decidida até março de 2019.
Em junho de 2019, o Governo de São Paulo anunciou a retomada das obras, divididas em duas fases: Vila Prudente–Penha e Penha–Dutra. O prazo para a conclusão da fase Vila Prudente–Penha era de meados de 2025, enquanto o prazo previsto para a conclusão do trecho Penha–Dutra era de meados de 2028.
A ordem de serviço definitiva para início das obras do trecho Vila Prudente-Penha foi dada em 17 de janeiro de 2020. Com 8,3 quilômetros de extensão e oito estações, o prazo de conclusão das obras deste trecho passou a ser meados de 2026 (um ano acima do prazo estimado pelo governo anteriormente). Posteriormente, o prazo de conclusão para o trecho Vila Prudente–Vila Formosa foi mudado para meados de 2025, enquanto o trecho Vila Formosa–Penha continuou com prazo de conclusão previsto para 2026.
Em 10 de maio de 2023, o tatuzão "Cora Coralina" responsável pela escavação dos túneis da extensão da linha 2 Verde chegou no porto de Santos, procedente da China. 
Em 3 de agosto de de 2023, o tatuzão terminou de ser montado no complexo da Rapadura.
| Linha 2 - Verde - Projeto de Expansão Leste (2014-2028) | Linha 2 - Verde - Projeto de Expansão Leste (2014-2028) | Linha 2 - Verde - Projeto de Expansão Leste (2014-2028)                               | Linha 2 - Verde - Projeto de Expansão Leste (2014-2028) | Linha 2 - Verde - Projeto de Expansão Leste (2014-2028) | Linha 2 - Verde - Projeto de Expansão Leste (2014-2028)                 | Linha 2 - Verde - Projeto de Expansão Leste (2014-2028) |
| Sigla                                                   | Estação                                                 | Integração                                                                            | Distrito                                                | Município                                               | Início das obras                                                        | Previsão de entrega                                     |
| ------------------------------------------------------- | ------------------------------------------------------- | ------------------------------------------------------------------------------------- | ------------------------------------------------------- | ------------------------------------------------------- | ----------------------------------------------------------------------- | ------------------------------------------------------- |
| VPT                                                     | Vila Prudente                                           | Terminal Vila Prudente / Expresso Tiradentes / Corredor Paes de Barros Linha 15–Prata | Vila Prudente                                           | São Paulo                                               | Já em operação                                                          | Já em operação                                          |
|                                                         | Orfanato                                                |                                                                                       | Vila Prudente                                           | São Paulo                                               | outubro de 2014 2015 (paralisação) 17 de janeiro de 2020 (Retomada)     | 2027                                                    |
|                                                         | Santa Clara                                             | Terminal Santa Clara                                                                  | Água Rasa                                               | São Paulo                                               | outubro de 2014 2015 (paralisação) 17 de janeiro de 2020 (Retomada)     | 2027                                                    |
|                                                         | Anália Franco                                           |                                                                                       | Vila Formosa                                            | São Paulo                                               | outubro de 2014 2015 (paralisação) 17 de janeiro de 2020 (Retomada)     | 2027                                                    |
|                                                         | Vila Formosa                                            | Terminal Vila Formosa                                                                 | Vila Formosa                                            | São Paulo                                               | outubro de 2014 2015 (paralisação) 17 de janeiro de 2020 (Retomada)     | 2027                                                    |
|                                                         | Santa Isabel                                            |                                                                                       | Carrão                                                  | São Paulo                                               | outubro de 2014 2015 (paralisação) 17 de janeiro de 2020 (Retomada)     | Dezembro de 2028                                        |
|                                                         | Guilherme Giorgi                                        |                                                                                       | Carrão                                                  | São Paulo                                               | outubro de 2014 2015 (paralisação) 17 de janeiro de 2020 (Retomada)     | Dezembro de 2028                                        |
|                                                         | Aricanduva                                              | Corredor Aricanduva                                                                   | Carrão/Vila Matilde                                     | São Paulo                                               | 11 de junho de 2018 2018 (paralisação) 17 de janeiro de 2020 (Retomada) | Dezembro de 2028                                        |
| PEN                                                     | Penha                                                   | Linha 3–Vermelha e Linha 11–Coral                                                     | Vila Matilde/Penha                                      | São Paulo                                               | 11 de junho de 2018 2018 (paralisação) 17 de janeiro de 2020 (Retomada) | Dezembro de 2028                                        |
|                                                         | Penha de França                                         |                                                                                       | Penha                                                   | São Paulo                                               | 11 de junho de 2018 2019 (paralisação) 14 de março de 2025 (Retomada)   | 2029 (previsão)                                         |
|                                                         | Gabriela Mistral                                        | Terminal Gabriela Mistral/ Corredor Guarulhos–SP / Linha 12–Safira e Linha 13–Jade    | Penha                                                   | São Paulo                                               | 11 de junho de 2018 2019 (paralisação)                                  | 2029 (previsão)                                         |
|                                                         | Fernão Dias                                             |                                                                                       | Vila Maria                                              | São Paulo                                               | 11 de junho de 2018 2019 (paralisação)                                  | 2029 (previsão)                                         |
|                                                         | Ponte Grande                                            | Corredor Guarulhos–SP                                                                 | Guarulhos (Distrito Sede)                               | Guarulhos                                               | Em fase de licitação                                                    | 2029 (previsão)                                         |
|                                                         | Dutra                                                   |                                                                                       | Guarulhos (Distrito Sede)                               | Guarulhos                                               | Aguardando Ordem de Serviço                                             | 2029 (previsão)                                         |

#### Obras do trecho Vila Prudente-Dutra
A licitação para as obras do trecho Vila Prudente-Dutra foi realizada em setembro de 2014 :
| Lote/contrato              | Trecho | Empresas                                  | Custo previsto             | Prazo                                                    |
| -------------------------- | --- | ----------------------------------------- | -------------------------- | -------------------------------------------------------- |
| 1 / - TC 4138221301 (2014) | Estação Vila Formosa - Túnel de via dupla em TBM monotubo; Túnel NATM estacionamento Rapadura; poço Madri; poço Cestari; poço João Prioste; poço Julio Colaço; poço Soares Neiva; poço Rapadura; terminal de ônibus; superestrutura de via permanente do túnel de via, de estacionamentos e das estações entre o prolongamento existente após a Estação Vila Prudente (exclusive) e a Estação Penha (exclusive); | Galvão Engenharia e Somague               | R$ 1.474.084.404,05        | meados de 2025                                           |
| 2 / - TC 4138221302 (2014) | Estação Penha; Estação Penha de França; Estação Penha, da CPTM; poço Penha; poço Padre João; poço Carlos Meira; poço Basuca; poço Baracela; poço Cabo Quevedo; poço João de Oliveira; túnel NATM de acesso ao Pátio; túnel NATM estacionamento Penha; VCA de transição e elevado na chegada ao pátio; superestrutura de via permanente do túnel de via, de estacionamento e das estações entre a Estação Penha (inclusive) e o poço João de Oliveira (exclusive) e acesso ao pátio até o limite de fixação em lastro (exclusive). | Grupo C.R. Almeida, Ghella Spa. e Consbem | R$ 1.856.407.514,03        | meados de 2026 (Penha)/meados de 2028 (Penha de França); |
| 3 / - TC 4138221303 (2014) | Estação Orfanato; Estação Santa Clara; túnel NATM entre o prolongamento existente após a Estação Vila Prudente e o poço Falchi Gianini; túnel NATM estacionamento Vila Prudente; poço Falchi Gianini; terminal de ônibus. | Mendes Junior                             | R$ 599.589.559,57          | meados de 2025                                           |
| 4 / - TC 4138221304 (2014) | Estação Anália Franco; poço Capitão; poço Coxim; NATM de transição junto aos poços; NATM via singela. | Mendes Junior                             | R$ 509.681.136,53          | meados de 2025                                           |
| 5 / - TC 4138221305 (2014) | Estação Santa Isabel; Estação Guilherme Giorgi; | Mendes Junior                             | R$ 432.780.772,39          | meados de 2026                                           |
| 6 / - TC 4138221306 (2014) | Estação Aricanduva; Estação Tiquatira; Estação Tiquatira, da CPTM; terminal de ônibus e ponto de parada; estacionamento de autos. | Cetenco, Acciona e Ferreira Guedes        | R$ 704.617.281,46          | meados de 2026 (Aricanduva)/meados de 2028 (Tiquatira)   |
| 7 / - TC 4138221307 (2014) | Estação Fernão Dias; Estação Dutra; terminais de ônibus; | Mendes Junior                             | R$ 597.365.773,17          | Meados de 2028                                           |
| 8 / - TC 4138221308 (2014) | Pátio Paulo Freire; infraestrutura, edifícios administrativos e oficinas do pátio de manutenção e estacionamento de trens; superestrutura de via permanente do pátio de manutenção, do estacionamento de trens e da via de teste, até o limite da fixação em lastro (inclusive). | Cetenco, Acciona e Ferreira Guedes        | R$ 563.789.976,19          | meados de 2028                                           |
|                            | Total: 15,5 km, 14 estações |                                           | Total: R$ 6.738.316.417,39 |                                                          |

Em novembro de 2024 a Companhia do Metropolitano lançou o edital de licitação das obras da estação Ponte Grande, não contemplada na licitação de 2014. Oito consórcios disputaram a licitação. Em 21 de março de 2025 a Companhia do Metropolitano declarou vencedora a proposta do consórcio Crasa-Ghella de 405 milhões de reais.
| Lote/contrato              | Trecho                | Empresas                               | Custo previsto    | Prazo |
| -------------------------- | --------------------- | -------------------------------------- | ----------------- | ----- |
| ND/ - TC 4138221308 (2014) | Estação Ponte Grande; | Crasa Infraestrutura S/A e Ghella Spa. | R$ 405.344.401,00 | 2031  |

### Expansão Oeste
Após o projeto da Linha 2 ter sua implantação priorizada entre as estações Clínicas e Ana Rosa, a Companhia do Metropolitano de São Paulo (Metrô) estudou uma expansão até Vila Madalena e inseriu-a no contrato de construção da linha. Por falta de recursos, as obras das estações Sumaré e Vila Madalena, iniciadas em 1989, foram paralisadas e retomadas apenas em 1995, sendo concluídas em 1998. 
Ao mesmo tempo, em 1995, o Metrô iniciou o estudo de ampliação da Linha 2 a oeste de Vila Madalena. Esse projeto foi apresentado em 1999, dentro do Plano Integrado de Transporte Urbano (PITU) Horizonte 2020 (plano do Governo do Estado que envolveu todas as empresas públicas de mobilidade estaduais e do município de São Paulo), prevendo-se a expansão da Linha 2 pelo distrito da Lapa sob a Rua Cerro Corá até o cruzamento desta com a Rua Pio XI, em um total de 2,9 mil metros de extensão. As estações previstas pelo projeto eram: Aurélia (no cruzamento entre as ruas Cerro Corá e Aurélia), Tonelero (no cruzamento entre as ruas Cerro Corá e Tonelero) e Terminal Cerro Corá (no cruzamento entre as ruas Cerro Corá e Pio XI). A Estação Cerro Corá teria integração com outra linha do metrô que seria semicircular entre a Estação Bresser e a região do Rio Pequeno, passando pela Zona Norte de São Paulo.
Posteriormente, o Metrô lançou um projeto independente do Plano PITU (chamado Rede Azul) e propôs a ampliação da Linha 2 até Vila Nova Cachoeirinha, com 9,6 mil metros de extensão, nove estações e excluindo a Estação Cerro Corá. O projeto acabou descartado quando da elaboração do PITU 2025 (atualização do PITU 2020): a primeira proposta de ampliação até Cerro Corá foi retomada e apareceu no planejamento do Metrô nos relatórios de sustentabilidade da empresa entre 2013 e 2016.
O projeto de expansão da Linha 2 para o oeste apareceu, também, nos documentos da licitação para o projeto funcional da Linha 20–Rosa em 2020, mas somente incluindo a Estação Cerro Corá, imediatamente após Vila Madalena e em conexão com a linha estudada. Aguarda-se a elaboração do PITU-2040, porém, para que seja atualizado de maneira mais concreta.

## Galeria
|                                |                                 |                                      |                                  |                                              |                                  |                  |                           |                                |                                     |
|                                |                                 |                                      |                                  |                                              |                                  |                  |                           |                                |                                     |
| Placa da Estação Vila Madalena | Entrada da Estação Trianon-Masp | Plataforma da Estação Chácara Klabin | Plataforma da Estação Consolação | Entrada do Terminal Intermodal Vila Prudente | Plataforma da Estação Brigadeiro | Estação Clínicas | Estação Santos-Imigrantes | Plataforma da Estação Ana Rosa | Trem estacionado na Estação Paraíso |